# Фомин, Николай Максимович (инженер)
Николай Максимович Фомин (р. 1937, Новоэкономическое (Покровский район), Донецкая область, Украина) — главный инженер Чернобыльской АЭС (1981—1986).

## Биография
Родился в 1937 году в Новоэкономическом, ныне Покровском районе Донецкой области. По национальности русский.
Имеет высшее образование. Являлся членом КПСС, но после Чернобыльской катастрофы был исключён из неё.
Начал трудовую деятельность в Полтавских энергосетях и на Запорожской ГРЭС. На Чернобыльской АЭС начал работу в 1972 году. Незадолго до аварии на ЧАЭС попал в автокатастрофу, где получил перелом позвоночника.
Фомин как главный инженер утвердил эксперимент по «определению характеристик генератора при выбеге ротора турбины», в ходе которого произошла авария на станции. Непосредственными разработчиками эксперимента были заместитель главного инженера по эксплуатации Анатолий Дятлов и представитель «Донтехэнерго» Геннадий Метленко.
Об аварии на ЧАЭС Фомин узнал лишь в 4 часа утра 26 апреля 1986 г., когда в реакторном помещении уже начался пожар, и принял участие в ликвидации последствий аварии.
Фомин был арестован одновременно с директором станции Брюхановым, а судебные заседания по их делу продолжались около года. Сначала суд должен был состояться 24 марта 1987 г., но был отложен из-за попыток самоубийства Фомина. Он разбил очки и осколком стекла изрезал себе вены. По приговору суда главный инженер и директор станции получили 10 лет тюрьмы.
Через год, в 1988 году, Николая Фомина перевели в Рыбинскую психоневрологическую больницу для заключённых. Он был признан невменяемым и досрочно освобождён. 26 октября 1990 года Фомин был переведён в обычную психиатрическую больницу.
После выздоровления Фомин работал на Калининской АЭС (Удомля, Тверская область, Россия). В середине 2000-х вышел на пенсию. Живёт с женой, детьми и внуками в Удомле.
Упоминается в документальном фильме «Чернобыль: Два цвета времени» (Укртелефильм, 1986-88). В сериале «Чернобыль» его изобразил актёр Эдриан Роулинс.